# Saint-Euphrône
Saint-Euphrône ist eine französische Gemeinde mit 223 Einwohnern (Stand 1. Januar 2022) im Département Côte-d’Or in der Region Bourgogne-Franche-Comté. Sie gehört zum Kanton Semur-en-Auxois und zum Arrondissement Montbard.
Nachbargemeinden sind Villars-et-Villenotte im Norden, Juilly im Nordosten, Souhey, Magny-la-Ville und Chassey im Osten, Marigny-le-Cahouët im Südosten, Villeneuve-sous-Charigny im Süden, Montigny-sur-Armançon im Südwesten und Pont-et-Massène im Westen.

## Siehe auch

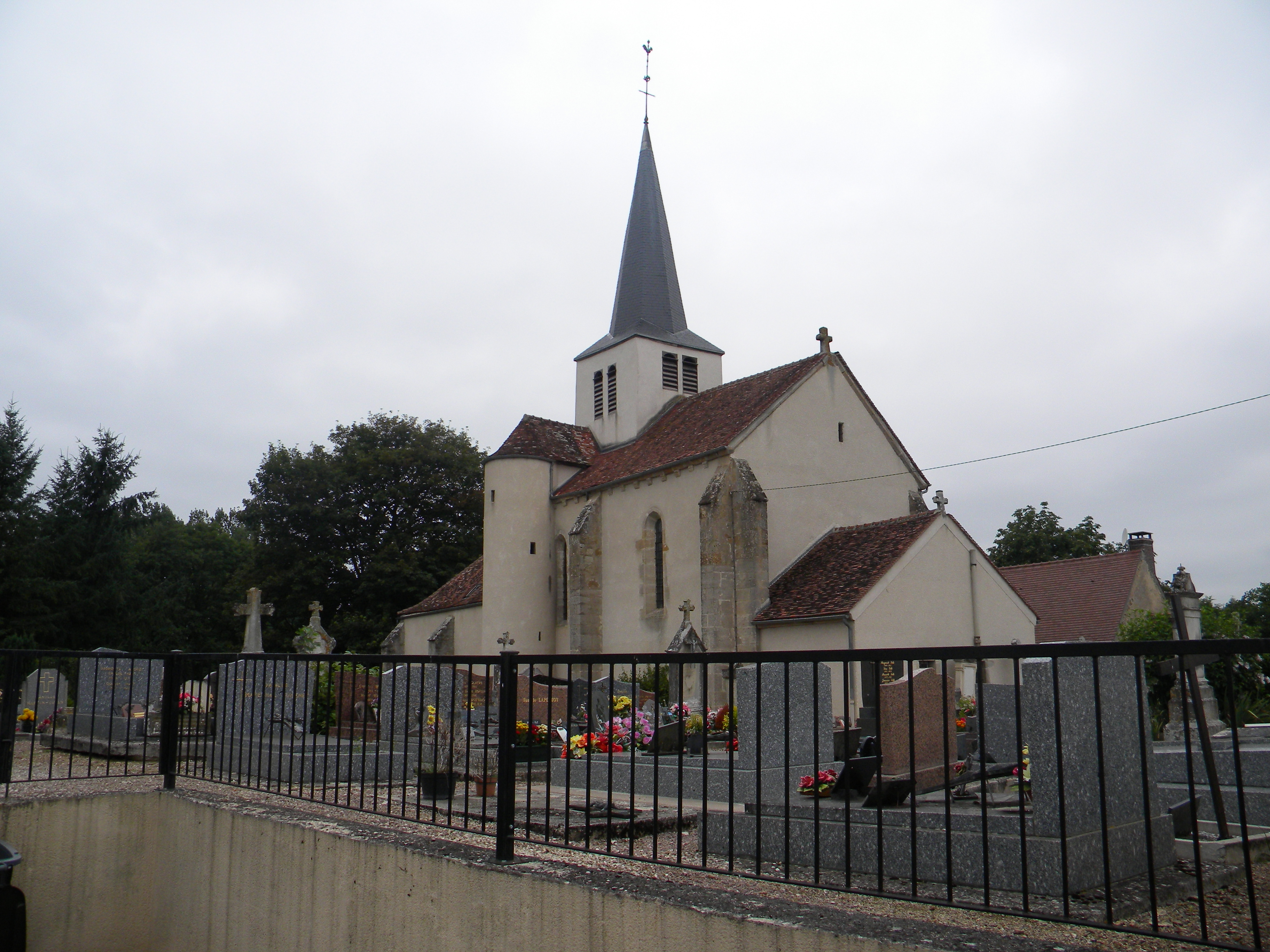
Kirche Saint-Clement, Monument historique seit 2001

## Bevölkerungsentwicklung
| Jahr                       | 1962 | 1968 | 1975 | 1982 | 1990 | 1999 | 2008 | 2015 |
| -------------------------- | ---- | ---- | ---- | ---- | ---- | ---- | ---- | ---- |
| Einwohner                  | 129  | 121  | 107  | 135  | 170  | 172  | 198  | 184  |
| Quellen: Cassini und INSEE |      |      |      |      |      |      |      |      |